# Hoplosaenidea
Hoplosaenidea es un género de escarabajos de la familia Chrysomelidae. El género fue descrito científicamente primero por Laboissière en 1933. Esta es una lista de especies perteneciente a este género:
- Hoplosaenidea abdominalis (Jacoby, 1884)
- Hoplosaenidea albicans (Jacoby, 1900)
- Hoplosaenidea apicalis (Laboissiere, 1933)
- Hoplosaenidea bicolor (Gressitt & Kimoto, 1963)
- Hoplosaenidea cavifrons (Gressitt & Kimoto, 1963)
- Hoplosaenidea chujoi Kimoto, 1966
- Hoplosaenidea citrina (Jacoby, 1894)
- Hoplosaenidea elegans Kimoto, 1989
- Hoplosaenidea fragilis (Gressitt & Kimoto, 1963)
- Hoplosaenidea kanmiyai Kimoto, 1984
- Hoplosaenidea laosensis Kimoto, 1989
- Hoplosaenidea limbata (Jacoby, 1894)
- Hoplosaenidea lutea (Laboissiere, 1936)
- Hoplosaenidea malayensis (Jacoby, 1884)
- Hoplosaenidea merah Mohamedsaid, 2001
- Hoplosaenidea miyatakei Kimoto & Gressitt, 1966
- Hoplosaenidea nigripennis Kimoto, 1966
- Hoplosaenidea nigrolimbata (Jacoby, 1899)
- Hoplosaenidea nitida (Gressitt & Kimoto, 1963)
- Hoplosaenidea pallida (Laboissiere, 1940)
- Hoplosaenidea parvicollis (Jacoby, 1894)
- Hoplosaenidea rugosa Kimoto, 1989
- Hoplosaenidea salicis (Gressitt & Kimoto, 1963)
- Hoplosaenidea scutellata Reid, 2003
- Hoplosaenidea singaporensis Mohamedsaid, 2002
- Hoplosaenidea striata Mohamedsaid, 2000
- Hoplosaenidea strigiceps Kimoto, 2003
- Hoplosaenidea taiwana (Chujo, 1935)
- Hoplosaenidea takizawai Mohamedsaid, 2001
- Hoplosaenidea testacea (Allard, 1889)
- Hoplosaenidea tibialis (Jacoby, 1885)
- Hoplosaenidea touzalini (Laboissiere, 1933)
- Hoplosaenidea viridis Kimoto, 1989